# Robert Kazinsky
Robert John Appleby, nghệ danh: Robert Kazinsky, là một nam diễn viên người Anh Quốc.

## Danh sách phim

### Điện ảnh
| Năm  | Tên               | Vai               | Ghi chú |
| ---- | ----------------- | ----------------- | ------- |
| 2009 | Love              | Mikey             |         |
| 2009 | Cowboy            | Mark              |         |
| 2012 | Red Tails         | Chester Barnes    |         |
| 2013 | Pacific Rim       | Chuck Hansen      |         |
| 2015 | Hot Pursuit       | Randy             |         |
| 2015 | Siren             | Guy               |         |
| 2016 | Warcraft          | Orgrim Doomhammer |         |
| 2018 | Spivak            | Chuck             |         |
| 2018 | Mute              | Rob               |         |
| 2018 | For Love or Money | Mark              |         |
| 2019 | Captain Marvel    |                   |         |